# Periga angulosa
Periga angulosa är en fjärilsart som beskrevs av Lemaire 1971. Periga angulosa ingår i släktet Periga och familjen påfågelsspinnare. Inga underarter finns listade i Catalogue of Life.